# Dobsonia viridis
Dobsonia viridis es una especie de murciélago de la familia Pteropodidae.

## Distribución geográfica
Es endémico de las Molucas (Indonesia).